# Fatma Tazoughert
Fatma Tazouguerth ou Tazuggaght, (du berbère Tazeggʷaght,« la rousse »), est une reine berbère Chaouie originaire de l’Aurès en Algerie qui a vécu entre 1544 et 1641.

## Biographie
La vie de Fatma Tazughert est relatée à travers des poèmes et des chansons du terroir chaoui, qui la décrivent comme étant «une reine belle et rousse». Selon la tradition orale de la tribu des Aṭ Fatma, elle est née en 1544 et morte en 1641 dans les montagnes de Belezma et serait issue d'une confédération tribale des Aurès. 
D’après le poète Mohamed Nadir Sebaa, en 1566, elle aurait conquis les villes de Marrakech, Meknès et Fès. Cet évènement aurait inspiré Al Medjoub, un poète soufi originaire d'une famille berbère du Maroc qui lui adressa un pamphlet. Elle était réputée comme étant une redoutable guerrière, une cheffe de guerre qui avait un excellent sens de l’organisation et du commandement à la tête de ses troupes. Habillée en hoplite, elle restait libre tout en dirigeant la multitude et exerçait sur les montagnards un incontestable ascendant. Elle est aussi décrite comme une grande prêtresse, et guérisseuse qui aurait su guérir les maladies par l'usage des plantes et chef de guerre. Fatma Tazoughert aurait notamment unifié les tribus berbères et celles arabisées, et constitué un conseil de sages exclusivement représenté par des femmes. Elle est aussi décrite comme une femme à forte personnalité, qui n'aurait pas hésité à faire exécuter son frère Zoltan qui contestait ses décisions et à faire exiler son frère cadet Sellam. Elle aurait ainsi eu le contrôle de Belezma vers le XVIe siècle.
Mère de dix-sept enfants, elle aurait été considérée comme une sainte soufie, aurait su réciter le Coran par cœur et  entretenait des relations commerciales avec chrétiens et juifs.    
Un hommage lui fut rendu par la poétesse chaouie Khoukha Boudjenit. Les Aṭ Fatma de Merouana seraient des descendants de cette femme. Les deux ancêtres des tribus de Aṭ Zoltan et des Aṭ Sellam auraient été bannis par Fatma Tazuguerth, d'après la légende populaire.